# جک ترامیل
جک ترامیل، (به انگلیسی: Jack Tramiel) (زاده ۱۳ دسامبر ۱۹۲۸ - ۸ آوریل ۲۰۱۲) بازرگان و کارآفرین آمریکایی لهستانی‌تبار است که بنیانگذار شرکت کمودور اینترنشنال، همچنین بنیانگذار و مدیرعامل شرکت آتاری بود.
در زمان ریاست ترامبل بر شرکت کمودور، اقدام به تولید کمودور پی‌ای‌تی، کمودور ۶۴، آمیگا و... نمود، که پرفروش‌ترین کامپیوترهای خانگی زمان خود بودند.